# Zsivora József
Zsivora József (Sárszentlőrinc, 1809. október 3. – Sárszentlőrinc, 1887. október 30.) műfordító, énekes színész, a Nemzeti Színház tagja. Testvére Zsivora György jogász.

## Élete
Szülei Zsivora György és Madár Zsuzsanna. Kilényi Dávid operát is játszó vándortársulatánál kezdte pályáját 1837-ben. Kolozsvárról átszerződött Pestre, 1838 és 1843 között, valamint 1851–től 1857-ig kórustag és segédszínész volt a Pesti Magyar, illetve a Nemzeti Színháznál. Ezen időpontok között vándorszínész volt, a Havi-féle daltársulat és Latabár Endre együttesében szerepelt. 14 németből készült fordítását ismerjük.

## Főbb szerepei
- Vid (Vörösmarty Mihály: Vérnász);
- Kálmán (Ruzitska József: Béla futása);
- Serenk (Körner: Zrínyi);
- Kilián (Weber–Kind–Szerdahelyi J.: A bűvös vadász);
- Krone (Cuno: Benjámin Lengyelországból);
- Gubetta (Donizetti: Borgia Lucrezia).

## Műfordításai
- A szegény aszszony végintézete, színj. 5 felv. (francia darab, Koch német átdolgozásából ford.) Előadták Budán 1835. febr. 13.
- Mézeshetek, vígj. 2 felv. (francia darab, Hell Tivadar német átdolgozásából ford.) Előadták Debrecenben 1835. okt. 29. és 1836. jan. 7.
- Kakas és Hector, vígj. 3 felv. (Raupach után). Előadták a Nemzeti Színházban 1840. okt. 19.
- Nevelő ezer bajban, vígj. 1 felv. (Hell Teodor Lebrun után). Előadták a Nemz. Szinh. 1840. szept. 20.
- Leány és nő, vígj. 2 felv. (Dartois után). Előadták a Nemz. Szính. 1841. jún. 11.
- Angyal és Daemon, vígj. 3 felv. (Courty és Deperty után). Előadták a Nemz. Szính. 1841. júl. l.
- Sánta orvos, vagy hasonszenves orvoslás, vígj. 3 felv. (Leithner után). Előadták a Nemz. Szính. 1842. jún. 23.

Abafi Figyelője (XVII. 204. l.) még a következő darabjairól emlékezik meg, melyek a Nemzeti Színház levéltárában vannak:
- Medve, vígj. 1 felv. (Oeser), Schwarzenberg és Pálffy, színj. 4 felv. (Haffner),
- Családi Gyülés, vígj. 2 felv. (Albini),
- Molière mint szerető, vígj. 2 felv. (Colomb),
- Férfigyűlölő nők, vígj. 5 felv, (Benedix),
- Egyenetlen házasság következményei, dráma 4 felv. (Castelli).